# La Simona
La Simona är en ort i Mexiko.   Den ligger i kommunen Victoria och delstaten Guanajuato, i den centrala delen av landet, 240 km nordväst om huvudstaden Mexico City. La Simona ligger 1 882 meter över havet och antalet invånare är 162.
Terrängen runt La Simona är kuperad. Runt La Simona är det glesbefolkat, med 18 invånare per kvadratkilometer. Närmaste större samhälle är Doctor Mora, 15,4 km söder om La Simona. Trakten runt La Simona består i huvudsak av gräsmarker.